# Kay Thomassen
Kay Thomassen (Nijmegen, 3 juni 1987) is een Nederlands voetballer die bij voorkeur als defensieve middenvelder of centrale verdediger speelt. Hij speelt sinds 2018 weer bij VV Ewijk. Eerder speelde Thomassen voor Quick 1888, SV Juliana '31 en Achilles '29.

## Carrière
Kay Thomassen begon met voetballen bij VV Ewijk. In de D-jeugd vertrok hij naar Quick 1888 uit Nijmegen waar hij uiteindelijk ook de eerste selectie haalde. Hier werd hij als jongeling een van de uitblinkers en verdiende hij in 2009 een transfer naar hoofdklasser SV Juliana '31 uit Malden als vervanger van de naar Achilles '29 vertrokken aanvoerder, Twan Smits. Hier werd hij een vaste waarde en in zijn eerste seizoen speelde hij 23 wedstrijden.
In 2011 keerde Thomassen terug naar zijn jeugdclub Quick, waar hij aanvoerder werd. In 2013 werd door de Nijmeegse club een verkiezing gehouden onder de leden om een selectie samen te stellen van de beste spelers in de 125-jarige geschiedenis van de club. Thomassen was het enige lid van de huidige selectie die onderdeel was van dit jubilemteam. Een maand later werd bekend dat Thomassen de overgang zou maken naar Topklasser Achilles '29 uit Groesbeek, die dat jaar kampioen van de Topklasse Zondag waren geworden.
Enkele weken later werd bekend dat de Groesbekenaren zouden promoveren naar de Jupiler League. Thomassen maakte op 20 september 2013 zijn debuut voor Achilles als rechtsback tegen MVV Maastricht (0-2). Vervolgens mocht Thomassen nog negen keer zijn opwacht maken in de Eerste Divisie.
In de zomer van 2014 keerde hij wederom terug bij Quick 1888.
In de zomer van 2018 keerde hij weer terug bij de club waar hij met voetballen begon; VV. Ewijk. .